# Flughafen Turku

i8
i11
i13
Der Flughafen Turku (finnisch: Turun lentoasema, schwedisch: Åbo flygplats, IATA-Code: TKU, ICAO-Code: EFTU) liegt nördlich von Turku, etwa 10 Kilometer vom Zentrum entfernt. Er ist gemessen an der Passagierzahl (324.077 im Jahr 2016) der viertgrößte Flughafen in Finnland.

## Fluggesellschaften und Ziele
Finnair bietet von Turku aus Flüge zu den inländischen Flughäfen Helsinki, Kittilä und Mariehamn an. Diese Flüge werden von My Jet Xpress Airlines durchgeführt.
Die ungarische Billigfluggesellschaft Wizz Air bietet von Turku aus internationale Flüge an. Deren Ziele sind Danzig, Kaunas, Krakau, Kutaissi, Skopje sowie Warschau.
Die schwedische Regionalfluggesellschaft Amapola Flyg operiert Flüge zwischen Mariehamn und Turku.
Regional Jet (im Namen der SAS Scandinavian Airlines) sowie Danish Air führen Flüge nach Stockholm durch.
Air Baltic bietet Flüge nach Riga an.

## Anfahrt
Eine Stadtbuslinie verkehrt regelmäßig vom Flughafen über die Innenstadt (Reisezeit: etwa 20 Minuten) zum Hafen (etwa 40 Minuten). Darüber hinaus sind verschiedene Mietwagenfirmen am Flughafen vertreten.

## Verkehrsanbindung

### Mit dem Bus
- Linie 1 (Hafen von Turku, Marktplatz, Busbahnhof)